# محطة سكك حديد اللد
محطة سكك الحديد اللد هي محطة سكك حديدية في اللد الداخل الفلسطيني، في الداخل الفلسطيني تخدمها معظم خطوط سكك الحديد. تقع المحطة في منطقة HaRakevet في جنوب اللد. أنشئت في ديسمبر 2006، خدمت محطة اللد في المتوسط 7786 راكبًا.
محطة اللد هي المحطة رقم 11 الأكثر استخدامًا في السكك الداخل الفلسطيني، وهي موطن لمستودع السكك الحديدية الرئيسي. ويرجع تاريخها إلى القرن التاسع عشر، عندما تم استخدامها كمحطة مؤقتة على خط يافا-القدس، أول خط سكة حديدية هام في الشرق الأوسط. لسنوات عديدة، كانت اللد (التي كانت تسمى آنذاك ليدا) هي مركز السكك الحديدية الرئيسي لفلسطين الانتدابية وبعد ذلك أصبحت ضمن الداخل الفلسطيني حيث تقع عند تقاطع العديد من خطوط السكك الحديدية الرئيسية الواقعة في الجزء الأوسط من البلاد. أيضا قبل تقسيم فلسطين إلى فلسطين (الضفة الغربية) وفلسطين الداخل، لم يكن هناك خط سكك حديدية ساحلي، ولم يكن هناك سبيرز متجهًا غربًا من السكة الحديدية الشرقية، وبالتالي كان على جميع حركة المرور من شمال البلاد المتجهة إلى تل أبيب ويافا أن تتجه أولاً جنوبًا إلى اللد، ثم إعادة توجيه الشمال الغربي عبر المحطة.
تم تغيير موقع المحطة بعد الحرب العالمية الأولى عندما أعاد البريطانيون بناء خط يافا-القدس إلى المعيار القياسي. يعمل مبنى المحطة الأصلي كمحطة نجمة داوود الحمراء.
في عام 2021، من المتوقع افتتاح مجمع محطة ركاب جديد، جنبًا إلى جنب مع محطة حافلات مركزية جديدة في اللد في الموقع واستبدال محطة الركاب من حقبة 1910.
كما يضم الموقع المترامي الأطراف ساحة كبيرة للسكك الحديدية ومرافق صيانة شاملة للمعدات الدارجة. في عام 2017، تم نقل مقر شركة السكك الحديدية الداخل الفلسطيني من محطة تل أبيب سافيدور المركزية للسكك الحديدية إلى حرم جامعي جديد تم بناؤه على أرض محطة سكة حديد اللد.

## الوصول
خطوط الحافلات التي تتوقف خارج المحطة هي: خطوط Kavim 11 و 150 و 152 و 239 و 461 و Egged line 249.

## المحطة الجديدة
في مارس 2016، بدأ بناء محطة القطار الجديدة بالقرب من المكان الذي توجد فيه المحطة القديمة. بجانب مبنى المحطة الجديد بُني مبنى إدارة السكك الحديدية، حيث يقع المقر الرئيسي لشركة قطار إسرائيل، ويأتي إليه أكثر من 500 موظف في الشركة كل يوم.
افتتحت المحطة الجديدة لخدمة المسافرين في 29 نوفمبر 2020 . محطة اللد الجديدة هي ثاني أكبر محطة قطار في إسرائيل بعد محطة القدس – يتسحاق نافون بمساحة حوالي 4,000 متر مربع، نصفها خُصص للمحلات التجارية. تضم المحطة 6 أرصفة (3 منصات جزيرة) بطول 350 مترًا لكل منصة، وتحتوي كل منصة على اثنين من السلالم المتحركة جنبًا إلى المصاعد.

## وصلات خارجية
- Occupied Palestine Railways official website